# سیلواش
سیلواش (به مجاری:  Szilvás) یک منطقهٔ مسکونی در مجارستان است که در ناحیه پچ واقع شده‌است.